# António Maria Braga
António Maria Braga é um arquitecto português, que se especializa em arquitectura tradicional portuguesa. Juntamente com o arquitecto Alberto Castro Nunes, foi o oitavo vencedor do Prémio Rafael Manzano de Nova Arquitectura Tradicional, atribuído em 2019.

## Educação
António Braga licenciou-se em arquitetura em 1980 pela Escola Superior de Belas Artes de Lisboa que oferecia, na altura, um plano de estudos exclusivamente Modernista, tendo assim António Braga desenvolvido a sua mestria em arquitectura tradicional posteriormente aos seus anos de formação.

## Projectos

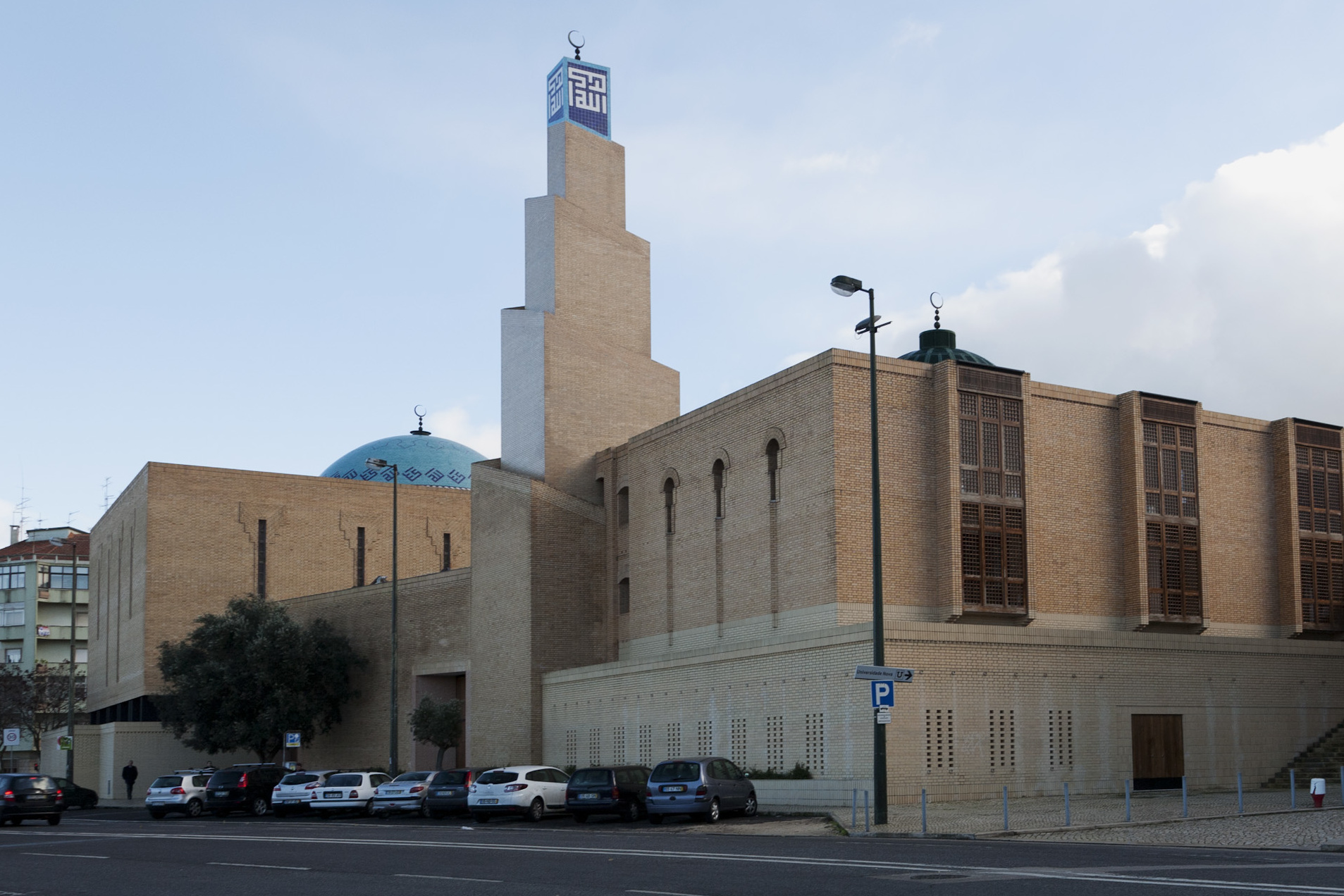
Mesquita Central de Lisboa (1985), juntamente com João Paulo Conceição.
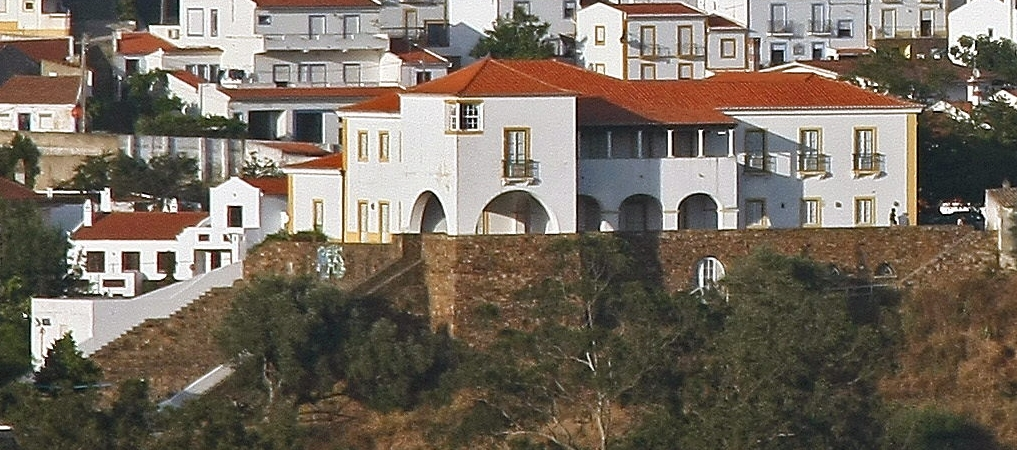
Biblioteca Municipal José Saramago em Odemira (2000), juntamente com Alberto Castro Nunes
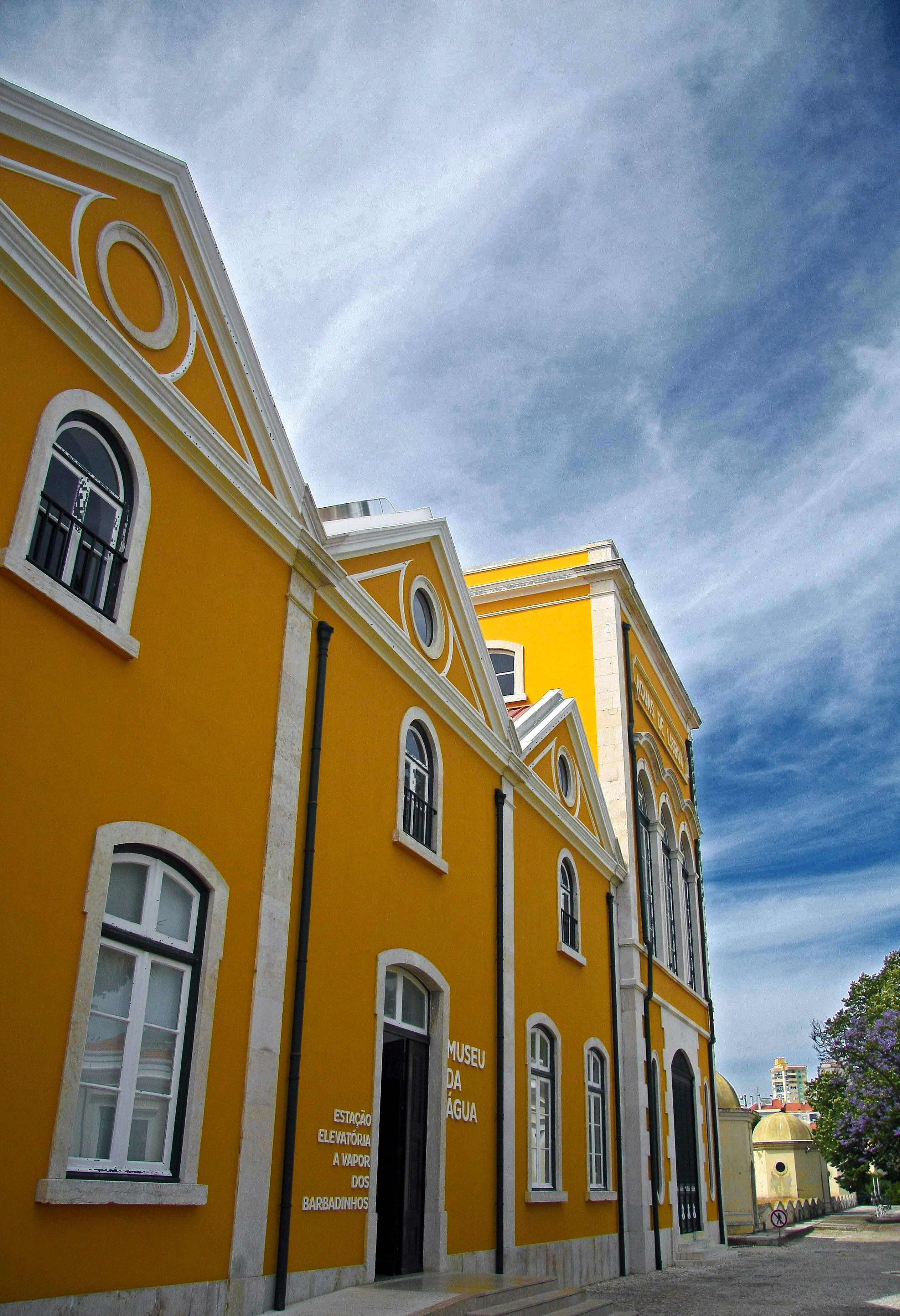
Expansão da Estação dos Barbadinhos
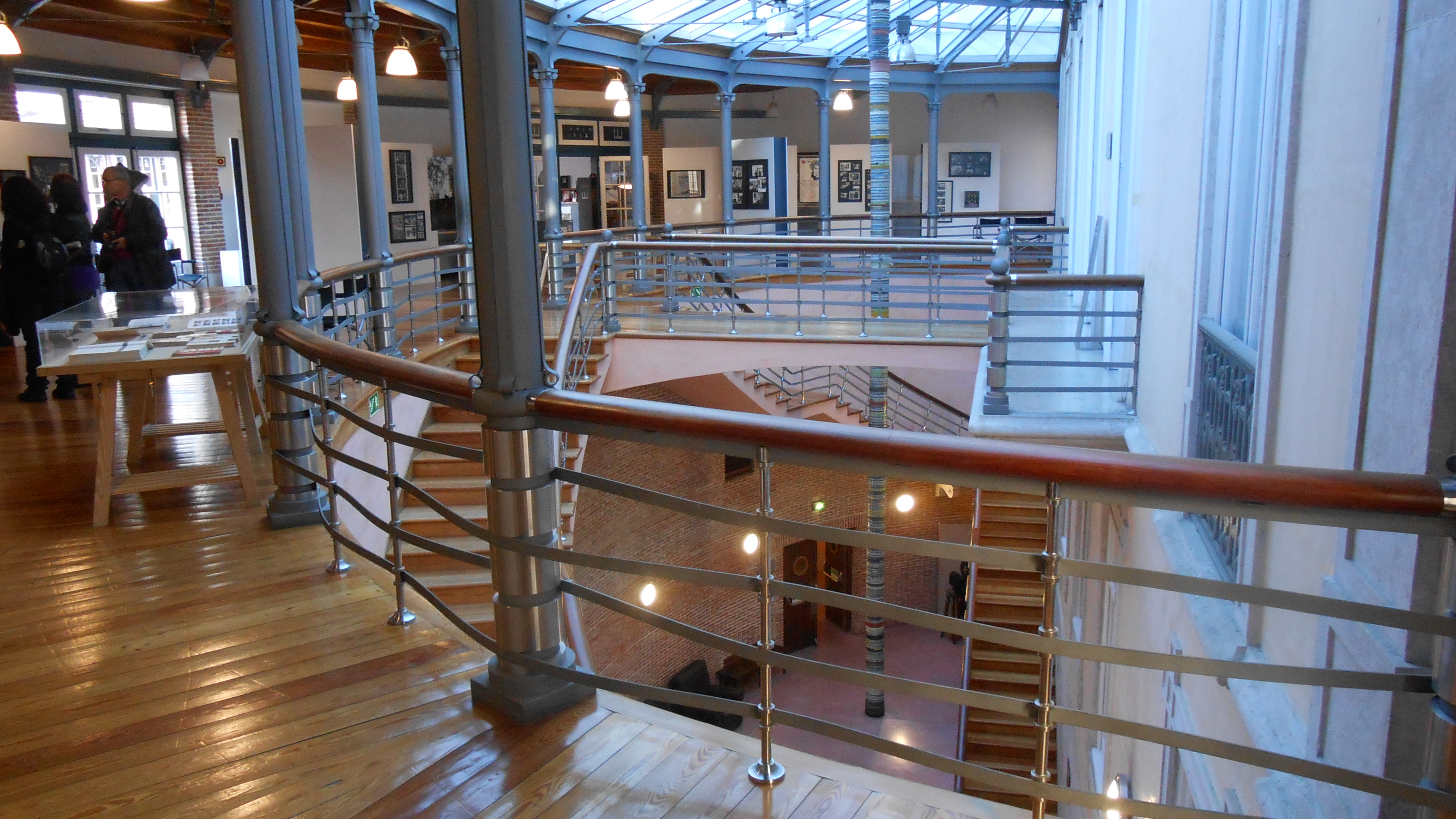
Renovação do edifício da Cinemateca Portuguesa (2002), juntamente com Alberto Castro Nunes.
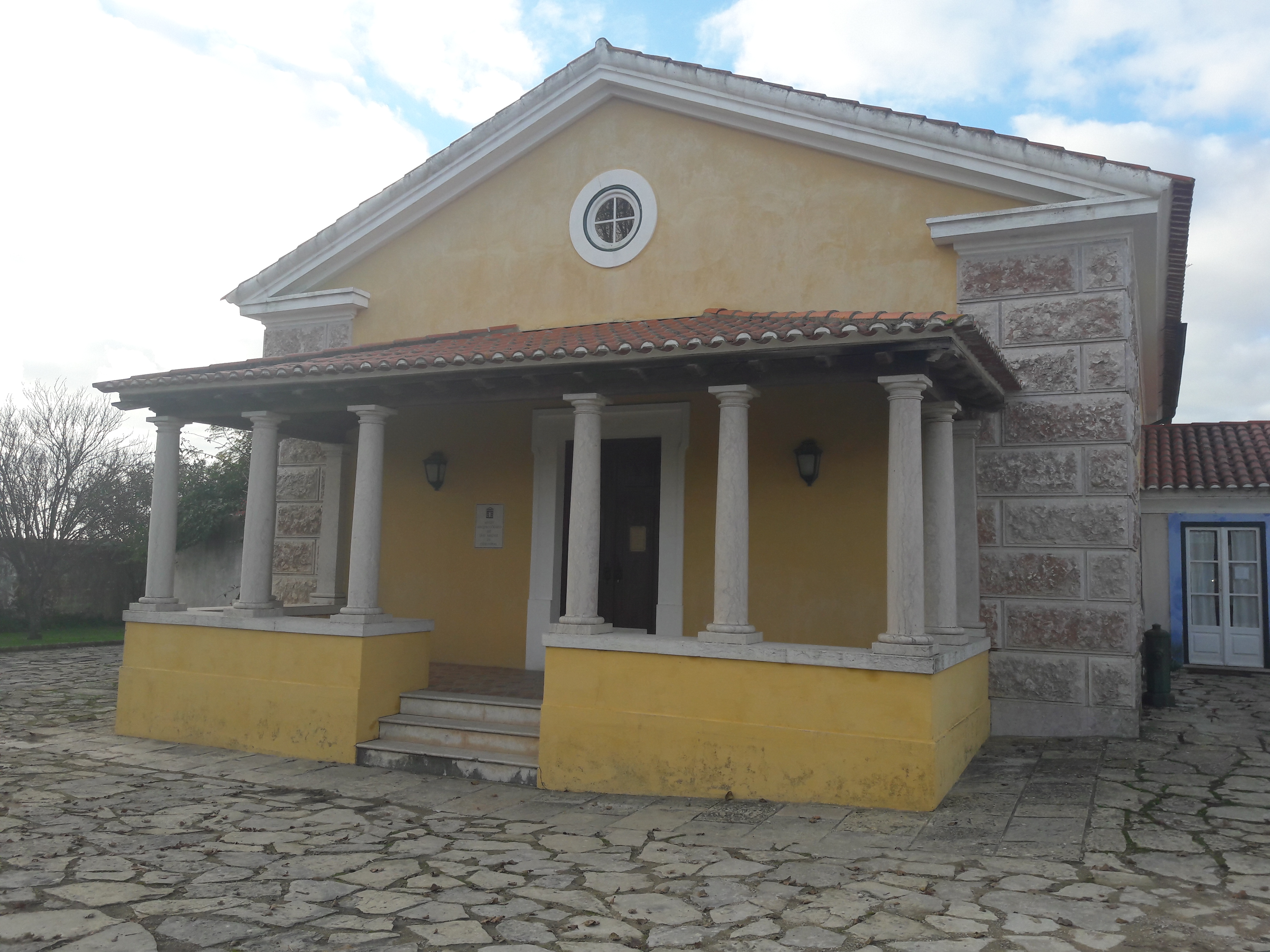
Museu Arqueológico de São Miguel de Odrinhas (1999), juntamente com Alberto Castro Nunes e Léon Krier.
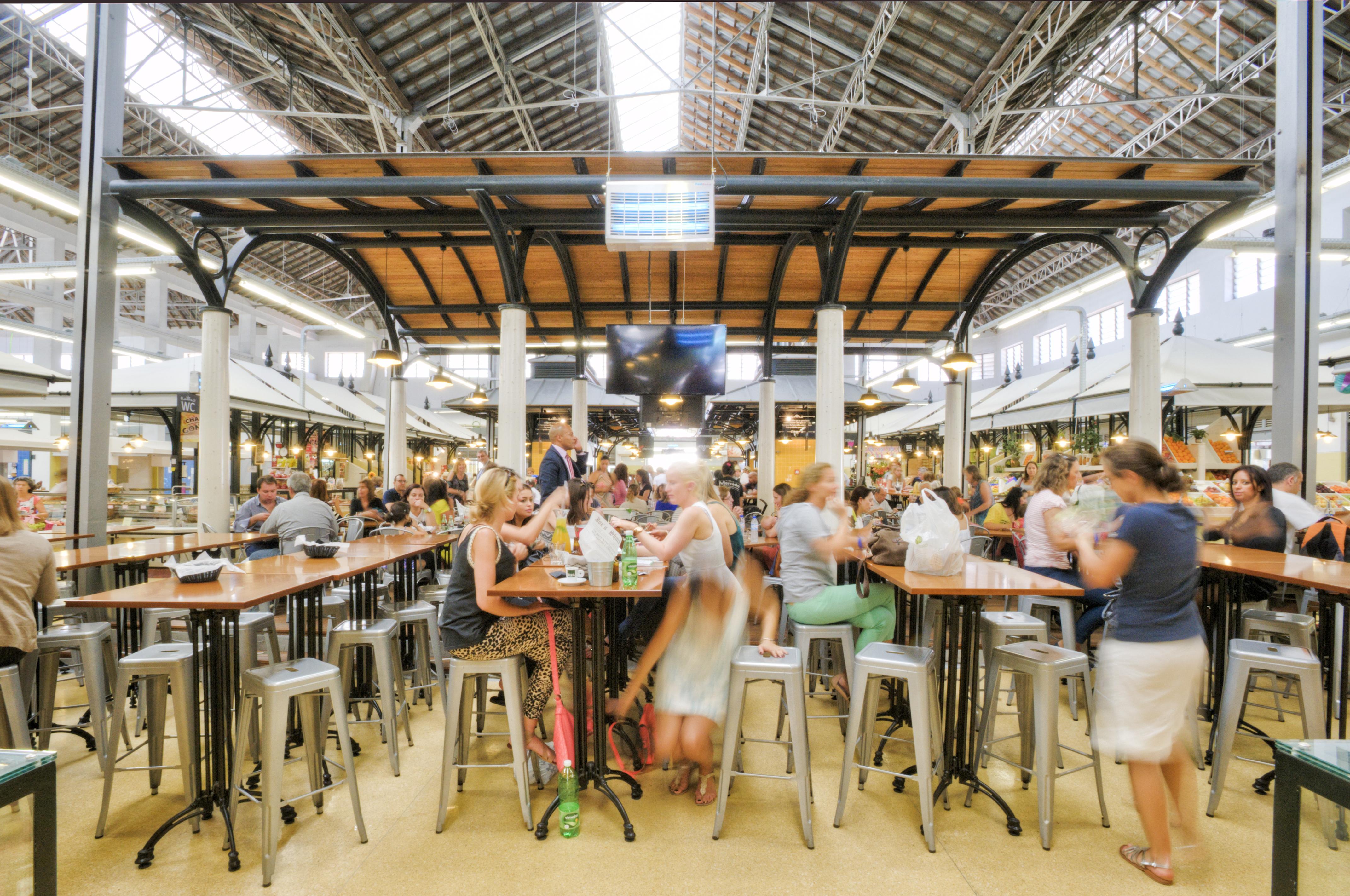
Renovação do Mercado de Campo de Ourique (2013).

## Prémios
- 2019: Vencedor do Prêmio Rafael Manzano, juntamente com Alberto Castro Nunes
- 2002: Nomeado para o Prémio Philippe Rotthier [fr], juntamente com Alberto Castro Nunes[8]